# Hemmingsbo, Nora

Hemmingsbo är en by i Nora socken, Uppland, Heby kommun.
Hemmingsbo omtalas i dokument första gången 1418 ("j hæmingsbodum"). Under 1500-talet omfattar byn två och ett halvt mantal skattejord. Byn Stigängen är troligen avsöndrat från Hemmingsbo, byarna hade gemensam skog fram till storskiftet 1811.
Bland bebyggelser på ägorna märks torpet Björklund, numera vanligen kallat Kyrkberget eller Lanses. Källskog var ett nu försvunnet torp, anlagt på 1700-talet. Jamperstorp är ett torp anlagt i slutet av 1800-talet. Norrstugan är ett torp från början av 1900-talet. Svallängen eller Nya Svallängen är ett torp från början av 1900-talet, namnet överfördes från ett äldre torp under Åby i samband med att dess ägare flyttade hit. Tegelbruket är ett torp som fått namn efter ett tegelbruk som låg här fram till början av 1900-talet.